# USS LST-1064
O USS LST-1064 foi um navio de guerra norte-americano da classe LST que operou durante a Segunda Guerra Mundial.